# 平均海拔
平均海拔（英語：Above mean sea level）又称为海拔高度，是指以平均海平面高度作为高程基准面起测定的地面或空中高度，对地理测量，飞行控制，电台设定，气象研究都有决定性作用。
所谓平均海平面高度实际是并不存在的，因为海洋的表面从来也不会静止，是处于不停的运动状态，在不同的纬度、洋流和潮汐变化中，海平面是经常变化的，所以如何选取平均海平面高度是人为设定的，各国一般都有自己的标准，但现代世界已经步入交流密切的时代，因此在航空和航海领域，通用世界大地测量系统，此外如全球定位系统（GPS）等，都是将地球假设为一个有固定直径的椭圆体，来计算平均海平面。